# Pierre Dejardin
Pour les articles homonymes, voir Dejardin.
Pierre Dejardin, né le 7 avril 1994, est un pentathlonien français.

## Carrière
Il a été champion de France cadet en 2012 et champion de France junior en 2015, année pendant laquelle il intègre l'INSEP. Il est d'abord médaillé de bronze en relais avec Alexandre Henrard aux Championnats du monde de pentathlon moderne 2016 à Moscou.
Le 26 mai 2018, il obtient la médaille de bronze lors de la quatrième étape de la coupe du monde 2018 qui s'est tenue à Sofia, derrière l'Irlandais Arthur Lanigan O'Keeffe et le Coréen Jun Woong-tae.
Il est médaillé d'argent par équipes aux Championnats d'Europe de pentathlon moderne 2021 à Nijni Novgorod ainsi qu'aux Championnats d'Europe de pentathlon moderne 2022 à Székesfehérvár.
Le 12 mai 2024, après de très belles performances en escrime, en équitation et en laser-run, Pierre Dejardin remporte sa toute première coupe du monde en individuel à Sofia devant les deux Egyptiens Mohanad Shaban et Mohamed El Gendy, là où en 2023 il s'était classé sixième.